# Rahmat Abdullah
Rahmat Erwin Abdullah (Macáçar, 13 de outubro de 2000) é um halterofilista indonésio, medalhista olímpico.

## Carreira
Abdullah conquistou a medalha de bronze nos Jogos Olímpicos de Verão de 2020, em Tóquio, após levantar 342 kg na categoria até 73 kg. Ele ganhou a medalha de ouro na categoria até 73 kg no Campeonato Mundial de Halterofilismo de 2021 e no de 2022.